# 国電同時多発ゲリラ事件

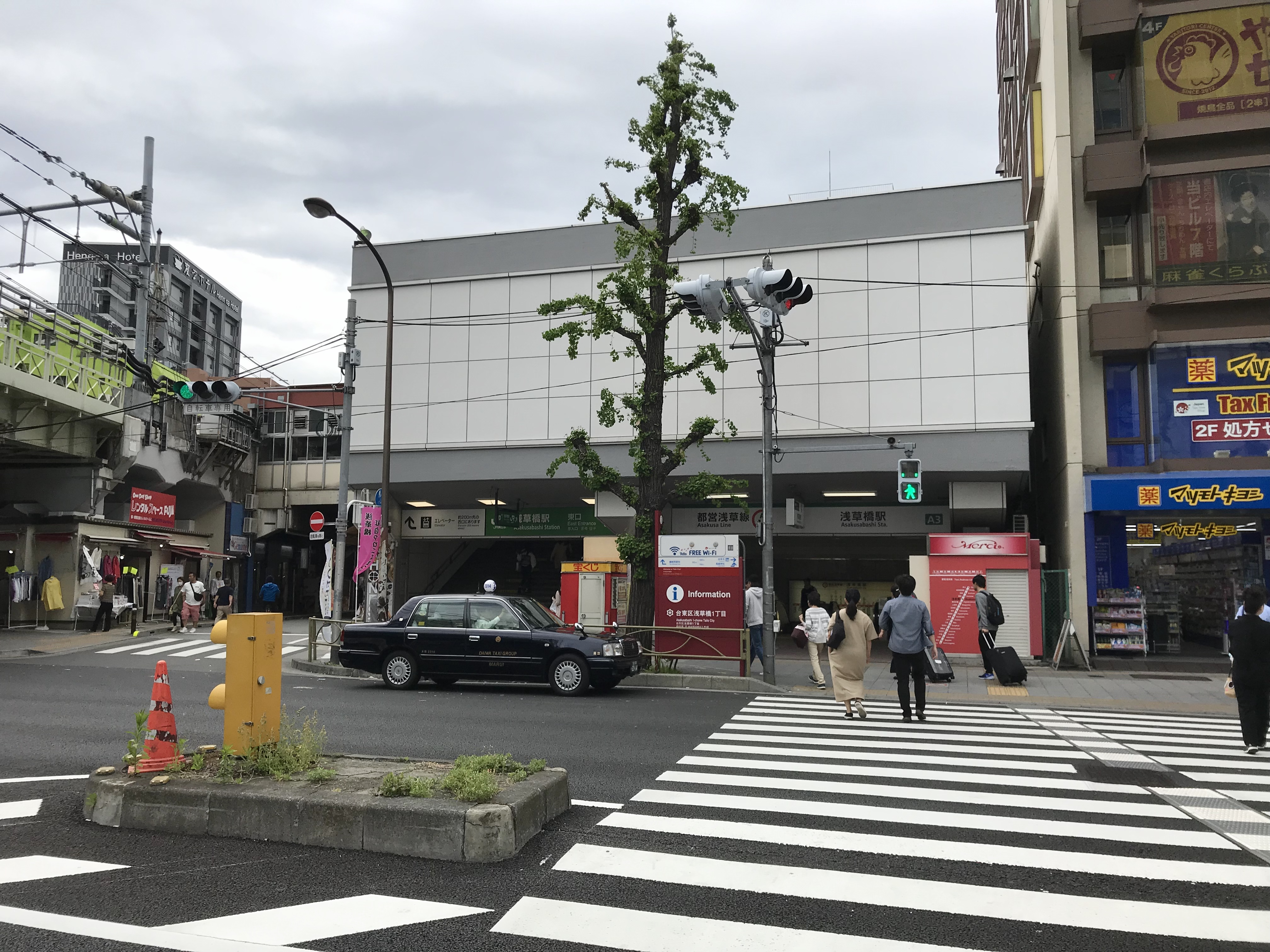
放火被害に遭った浅草橋駅（2019年5月撮影）

国電同時多発ゲリラ事件（こくでんどうじたはつゲリラじけん）は、1985年（昭和60年）11月29日に、首都圏と西日本の日本国有鉄道（国鉄）の鉄道施設に対し、ほぼ同時多発的に起こされたゲリラ闘争によるテロ事件である。
ゲリラは国鉄千葉動力車労働組合（動労千葉）のストライキにあわせ、日本の新左翼である中核派によって行われた。

## 概要
1985年（昭和60年）11月29日午前3時ごろ、首都圏や大阪府内など計8都府県内各地にある、国鉄の線路の通信・信号用ケーブル切断など首都圏6路線25か所、合計33カ所に亘って被害が発生した。なお、駅間主幹ケーブルなど太いケーブルは切断されず釘を打ち込まれた（導体が短絡し、ケーブルとしての用をなさない）個所もあった。ケーブル切断のほか変電施設や信号施設への侵入放火が8件、接続または分岐する他線区もCTCや指令電話の通信が行えないなど国鉄22線区及び西武鉄道の一部区間が運行不能となった。被害を受けた路線は当日の夕方までにすべて復旧したが、首都圏で優等列車を含め2896本、大阪地区で378本の列車が運休した。これにより通勤通学客など約650万人以上に影響が出た。
ケーブル切断に伴いマルスの接続が遮断されみどりの窓口が一時全面停止した。マイクロウェーブによる迂回後も東京および千葉の鉄道管理局131駅300台のうち95駅155台が操作不能であった。年末12月29日の1か月前発売は、全国の9割が稼働しているということで予定通り10時よりの販売が開始され、翌30日に通常販売が復旧した。事件後、被害防止のためケーブルトラフをステンレス結束バンドで固縛したことにより保守性が著しく低下した。
また犯人グループ約120人が同日午前6時45分ごろ総武本線浅草橋駅（東京都台東区）に押しかけ、シャッターを強引にこじ開け構内に侵入、駅施設を破壊し、火炎瓶を投げつけて放火した。これによって同駅は駅舎を破損・焼損し、当日は終日客扱い不能となった。同駅には都営地下鉄浅草線も乗り入れているが、こちらには被害はなかった。
| 都道府県 | ケーブル 切断、焼毀 | 信号ボックス への放火 | 変電設備 への放火 | 駅施設 への放火 | 計 |
| -------- | ------------------- | --------------------- | ----------------- | --------------- | -- |
| 埼玉県   | 3                   | -                     | -                 | -               | 3  |
| 千葉県   | 1                   | -                     | -                 | -               | 1  |
| 東京都   | 15                  | -                     | -                 | 1               | 16 |
| 神奈川県 | 3                   | -                     | -                 | -               | 3  |
| 京都府   | -                   | -                     | 1                 | -               | 1  |
| 大阪府   | 2                   | 2                     | 2                 | -               | 6  |
| 岡山県   | 1                   | -                     | -                 | -               | 1  |
| 広島県   | 2                   | -                     | -                 | -               | 2  |
| 合計     | 27                  | 2                     | 3                 | 1               | 33 |

### ケーブルが切断され、運転不能となった路線
首都圏

#### ケーブルが切断された路線
- 山手線 - ケーブル切断4か所[2]。
- 京浜東北線 - 根岸線・東海道本線と合わせケーブル切断8か所[2]。
- 根岸線
- 東海道本線 - 東京 - 三島間[6]
- 中央本線 - 東京 - 小淵沢間[6]　総武線と合わせケーブル切断13か所[2]。
- 中央・総武緩行線

#### 通信不能となった路線
- 横須賀線
- 成田線 -　我孫子 - 成田間[6]
- 武蔵野線
- 埼京線
- 川越線
- 南武線
- 常磐線 - 上野 - 土浦間[6]　被害はなかったが混乱防止のため他線区の復旧まで運休した[2]。
- 八高線
- 青梅線
- 五日市線
- 相模線
- 横浜線
- 高崎線
- 東北本線 - 上野 - 宇都宮間[6]
- 西武国分寺線 - 国分寺駅の信号が停電により消灯し、国分寺 - 恋ヶ窪間が運休に追い込まれた。

大阪地区
- 大阪環状線
- 関西本線 - 湊町 - 天王寺間[6]

## 事件の背景・犯人グループ
当時、中曽根康弘内閣の下で進められていた国鉄分割民営化に強く反対していた国鉄千葉動力車労働組合（動労千葉）を支持する革命的共産主義者同盟全国委員会（中核派）の犯行と断定された。浅草橋駅放火事件の実行犯には、現役の国鉄職員2人や公務員4人も含まれていた。のちに杉並区議会議員を務める北島邦彦もこの事件に関わっており、実刑判決を受けた。
当時は国鉄分割民営化に対して国鉄労働組合（国労）や動労千葉による激しい反対運動が起こっていたが、度重なるストライキによって迷惑をこうむっていた鉄道利用客は不満を抱いており、この事件で世論はますます分割民営化支持に傾いた。国鉄分割民営化に反対の立場である国労・国鉄動力車労働組合（動労）・日本共産党も、この事件を非難した（ただし、これらの組織はもともと中核派と対立関係にあった）。
中核派による同様の犯行は国鉄分割民営化関連法案の衆議院審議入りを前にした1986年9月24日に再び行われ、首都圏内22か所の信号ケーブルを時限発火装置で焼損させた。前年ほどの甚大な被害ではないにせよ、朝のラッシュを狙われたこともあって、通勤・通学客の足が大きく乱れた。
中核派幹部の木下治人や古川康三も関与したとして逮捕状が出され指名手配されていた。共犯者による時効停止などで延長もあったが、2009年（平成21年）1月に公訴時効が成立した。